# Троє з бензоколонки
«Троє з бензоколонки» (нім. Die Drei von der Tankstelle) — німецький музичний фільм. Вийшов на екрани у 1930 році. Режисер Вільгельм Тіле, у головних ролях Ліліан Гарві, Віллі Фріч, Хайнц Рюманн і Оскар Карлвайс.
Продюсером картини був Еріх Поммер. Фільм став великим успіхом для кінокомпанії UFA, перевершивши за касовими зборами навіть «Блакитного ангела». Пісні з нього, написані композитором Вернером А. Гайманом і виконані чоловічого вокального групою Comedian Harmonists, залишаються популярними і сьогодні.

## Синопсис
Коли троє друзів Віллі, Курт і Ганс повертаються з поїздки, вони виявляють, що повністю зруйновані. Коли їх меблі конфісковують, у них залишаються тільки собака і автомобіль, який вони, після того як на жвавій трасі у них закінчується бензин, продають, щоб відкрити в цьому місці бензозаправних станцій, яку називають «Zum Kuckuck» («К чортової зозулі»). Всі троє, працюючи по черзі на бензозаправці, там незалежно один від одного знайомляться з багатою і привабливою клієнткою на ім'я Ліліан Коссман і закохуються в неї. Кожен тримає своє знайомство з дівчиною в секреті від інших.

## У ролях
- Ліліан Гарві — Ліліан Коссман
- Віллі Фріч — Віллі
- Гайнц Рюманн — Ганс
- Оскар Карлвайс — Курт
- Фріц Камперс — консул Коссман
- Ольга Чехова — Едіт фон Турофф
- Курт Геррон — доктор Калмусом
- Гетруда Волл — секретарка доктора Калмусом
- Фелікс Брессар — Баліфф
- Лео Моноссон — співак